# 알자흐라 SC
알자라 SC(아랍어: نادي الجهراء الرياضي)는 알자라를 연고로 하는 쿠웨이트의 축구단이다. 현재 쿠웨이트 프리미어리그에 참가하고 있다.

## 우승
- 쿠웨이트 프리미어리그 (1): 1990
- 쿠웨이트 1부 리그 (2): 1987/88, 2002/03

## 선수 명단

### 현역
참고: FIFA 자격 규정에 따라 소속된 국가대표팀 국기를 표시합니다. 선수는 복수의 FIFA 비회원국 국적을 가지고 있을 수 있습니다.
| 번호 | 포지션 | 국적   | 이름        |
| ---- | ------ | ------ | ----------- |
| 2    | DF     | 카메룬 | 아론 므빔베 |

| 번호 | 포지션 | 국적                  | 이름            |
| ---- | ------ | --------------------- | --------------- |
| -    | DF     | 보스니아 헤르체고비나 | 에네스 시포비치 |
| -    | FW     | 가나                  | 이자카 아부두   |

## 역대 감독
| 감독                  | 임기      |
| --------------------- | --------- |
| 아우렐 치클레아누     | 2008      |
| 미오드라그 라둘로비치 | 2014~2015 |

틀:알자흐라 SC 선수 명단